# Ouragan Danny (1997)
Pour les articles homonymes, voir Cyclone tropical Danny.
L'ouragan Danny est le cinquième cyclone tropical ou subtropical la saison cyclonique 1997 dans l'océan Atlantique nord. Il est le quatrième  à être nommé, le second à atteindre le seuil d'ouragan et le seul ouragan qui ait touché les côtes des États-Unis durant. Il est celui qui a atteint le seuil de tempête le plus précocement durant une saison atlantique, le 17 juillet, avant que ce record ne fut battu durant la saison 2005 par  la Emily.
Comme les quatre systèmes précédents de la saison, Danny a une origine non tropicale. Un creux barométrique, accompagné d'orages, a pénétré dans les eaux chaudes du golfe du Mexique en se dirigeant vers le nord-est à travers le golfe du Mexique où il s'est organisé. Après avoir touché terre sur la côte du Golfe, Danny traversa le sud-est des États-Unis et toucha finalement certaines parties de la Nouvelle-Angleterre, accompagné par de fortes pluies et vents.
L'ouragan est connu pour ses précipitations extrêmes, les tornades qu'il a générées et les destructions qu'il a causées sur son passage, causant 9 décès et 100 millions de dollars US (
159 millions aujourd'hui) de dégâts. La tempête a laissé une quantité record de précipitations  en Alabama, avec au moins 932 mm tombés sur Dauphin Island. Des inondations, des pannes de courant et de l'érosion de côtes ont été signalées dans de nombreuses zones de la côte du Golfe et des sauvetages ont dû être effectués sur des routes inondées. Les tornades générées par Danny sur la côte Est des États-Unis ont causé d'importants dégâts. Sur les 9 décès causés, un s'est produit au large des côtes de l'Alabama, quatre en Géorgie, deux en Caroline du Sud et deux en Caroline du Nord.

## Évolution météorologique
Le 13 juillet, un large creux barométrique en altitude sur le sud-est des États-Unis a généré une zones orageuse dans la vallée du Mississippi, près du golfe du Mexique. Dérivant sur le golfe, cette dernière a contribué à la formation d'une petite dépression de surface près des côtes de la Louisiane le 14 juillet. Ce système s'est ensuite quelque peu étendue sur le nord du golfe sans être bien organisé.
Le 16 juillet à 12 h UTC, la convection profonde s'est un mieux organisée près du centre. La technique de Dvorak et les observations des plateformes pétrolières et des bouées météorologique de la NOAA ont montré que la circulation était désormais une dépression tropicale à environ 200 km au sud de la côte sud-ouest de la Louisiane. Le développement du système a été plutôt lent jusqu'à environ 12 h UTC le 17 juillet pour ensuite devenir rapide. Des observations aériennes de reconnaissance effectuées vers 15 h UTC suggérèrent que le cyclone avait atteint le stade de tempête tropicale quelques heures plus tôt. Danny a continué de se renforcer et devint un ouragan de catégorie 1 de petit diamètre à 6 h UTC le 18 juillet près du delta du Mississippi.

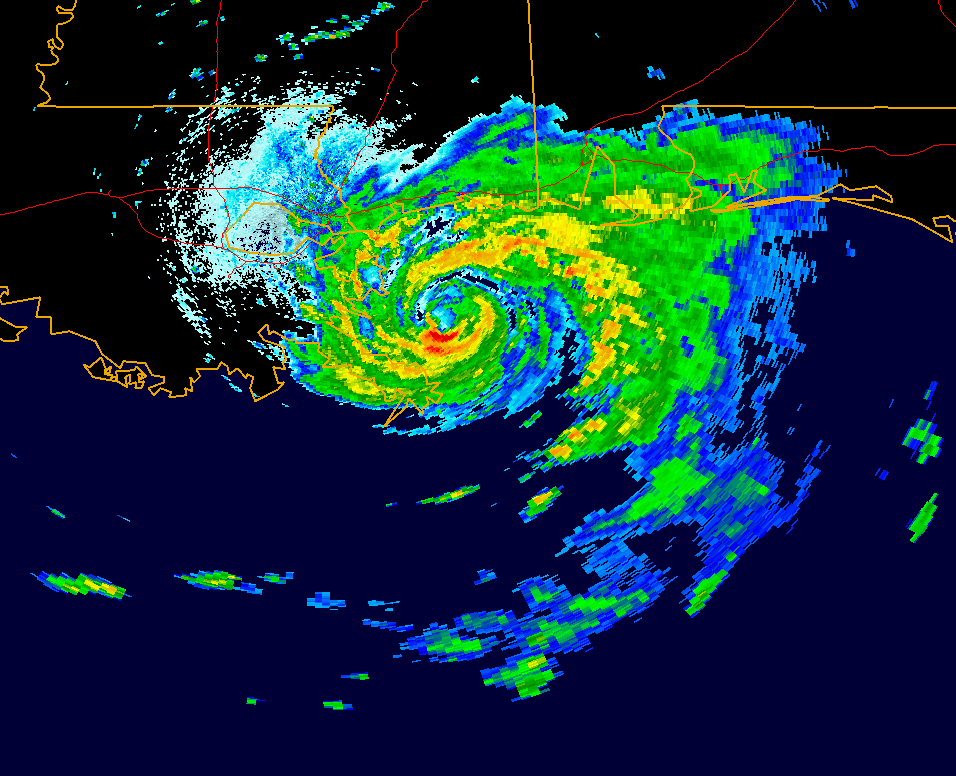
Danny touchant la côte louisianaise vu au radar météorologique.

Le cyclone tropical se déplaçait alors lentement vers l'est-nord-est, par moments quasi-stationnaire. Il a touché terre pour la première fois près des villes louisianaises d'Empire et de Buras tôt le 18 juillet. Les rapports des avions de reconnaissance indiquaient un rayon de vents maximums de 8 à 9 milles marins et les vents de force d'ouragan étaient principalement dans le demi-cercle est, à environ 20 milles marins du centre, alors que les vents de force tempête tropicale ne s'étendaient que sur environ 100 milles marins.
Après avoir traversé l'extrême sud-est de la Louisiane, le centre de Danny est repassé au-dessus du golfe du Mexique le 18 juillet et s'est légèrement renforcé pour atteindre son apex de vents soutenus de 130 km/h avec une pression centrale de 984 hPa. L'œil a rejoint l'embouchure de la baie de Mobile, près de Fort Morgan en Alabama, juste avant l'aube du 19 juillet. Après avoir dérivé, le centre a progressé lentement vers l'est et s'est pratiquement immobilisé, puis a touché la côte près de Mullet Point vers midi. Danny a continué de façon erratique vers le sud-est avant de s'affaiblir et de devenir une tempête tropicale à 0 h UTC le 20 juillet. Tournant vers le nord, elle a continué de s'affaiblir et est passé au-dessus de l'extrême nord-ouest de la Floride pour être rétrogradée à une dépression tropicale à 18 h UTC se déplaçant vers le nord-est au-dessus de l'Alabama pendant deux jours.
Passant ensuite au-dessus du nord de la Géorgie et des Carolines, le système a atteint le 24 juillet vers midi local la côte atlantique, près de la frontière entre la Caroline du Nord et la Virginie, il a commencé à se renforcer et à accélérer grâce à un front juste au nord du cyclone. Les vents autour de Danny ont repris la force de tempête tropicale lorsque le centre est revenu sur l'eau vers 19 h UTC. Tournant ensuite vers le nord-nord-est, sa vitesse a fortement diminué, passant de 25 à 30 nœuds à quasi-stationnaire, tandis qu'elle semblait être entraîné vers une dépression d'altitude. Ce mouvement a amené le centre de Danny à environ 40 km au sud-est de l'île de Nantucket, dans le Massachusetts, vers 0 h UTC le 26 juillet. Danny a perdu le même jour ses dernières caractéristiques tropicales et a pris le large, absorbé dans une zone frontale au-dessus de l'Atlantique Nord vers 18 h UTC le 27 juillet.

## Conséquences

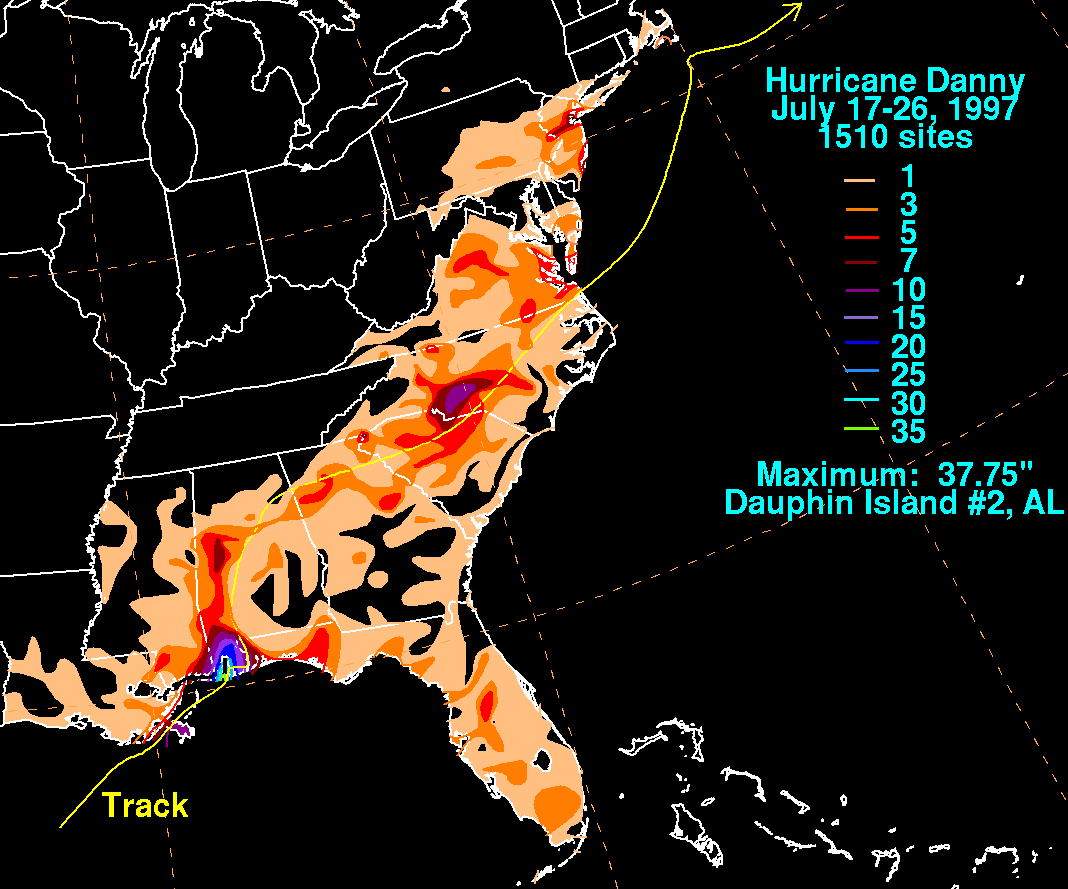
Carte des quantités de pluie avec Danny (1 pouce = 25.4 mm

Danny a causé 5 décès directs. Il s'agit d'un homme noyé dans le naufrage de son voilier au large de la côte de l'Alabama, près de Fort Morgan, d'une femme tuée par une tornade qui a détruit son duplex dans le comté de Lexington, en Caroline du Sud, et finalement d'une jeune fille emportée par les eaux de crue et de deux femmes se trouvant dans des voitures qui se sont noyées à Charlotte, Caroline du Nord. Cinq autres décès sont indirectement liés à la tempête : un homme est mort d'un infarctus du myocarde en tentant d'amarrer un bateau sur la côte de l'Alabama et 4 personnes ont perdu la vie dans des accidents de la route en Géorgie. Selon l'American Insurance Services Group, les pertes assurées s'élèvaient à environ 60 millions de dollars US et le National Hurricane Center (NHC) estimait les dégâts totaux à environ 100 millions de dollars en 1997.

### Côte du golfe du Mexique
Les fortes pluies et les vents ont secoué de nombreuses paroisses civiles situées à l'est de la ville de La Nouvelle-Orléans,. La plupart des précipitations extrêmes se sont produites très près du centre ce qui a limité les inondations. Grand Isle et des parties sud de la paroisse de Plaquemine ont été les plus touchées en Louisiane. De plus, Grand Isle a signalé une rafale de vent de 160 km/h et une onde de tempête de 1,6 m.
Au moins 10 000 personnes ont perdu l'électricité en Louisiane, 130 bateaux ont été endommagés ou coulés dans une grande marina de Buras en raison de l'onde de tempête de plus de 1,2 m en quelques minutes. Grand Isle et Grand Terre Island ont subi de l'érosion sur leurs côtes, tandis que de nombreux bateaux de pêche commerciale à Grand Isle ont été gravement endommagés,. D'importantes inondations se sont produites dans les paroisses de Jefferson et de Plaquemines, Empire et Venice ont été les zones les plus endommagées dans cette dernière. Dans les zones de la paroisse de Plaquemines situées à l'intérieur des digues de protection contre les ouragans, des arbres, des lignes électriques, des toits de maisons et des maisons mobiles ont subi des dommages, en plus d'inondations après environ 250 mm de pluie. Dans le sud de la paroisse de Terrebonne, certaines autoroutes ont été inondées en raison des marées de tempête, et quelques routes ont également été inondées dans les paroisses de Saint-Bernard et d'Orléans, qui se trouvaient à l'extérieur des digues de protection contre les ouragans.
L'est du comté de Jackson a été le plus touché dans tout le Mississippi. L'aéroport de Pascagoula a signalé 200 mm de pluie du 17 au 19 juillet. Des rues et quelques maisons ont été inondées dans l'extrême sud-est du comté, dans des zones mal drainées. La côte du Mississippi n'a subi aucun dommage significatif, selon les responsables de la gestion des urgences. Une plateforme pétrolière au large de Pascagoula a été arrachée de ses amarres et est entrée en collision avec un réservoir, déversant 1 892 litres de carburant dans le ruisseau Bayou Casotte.
Des quantités extrêmes de précipitations ont été produites sur le sud de l'Alabama où Dauphin Island a reçu l'accumulation de pluie la plus élevée enregistrée de 959 mm rapportée par le Weather Prediction Center (WPC) et de 932 mm par le Dauphin Island Sea Lab,. Les estimations du radar météorologique le plus proche montrent que jusqu'à 1 100 mm de pluie sont tombés au large de la côte de Dauphin Island.
Une onde de tempête de plus de 2 m a été signalée au large de la route 182,à mi-chemin entre Gulf Shores et Fort Morgan, en plus des précipitations. Exceptionnellement, lorsque la tempête s'est arrêtée au large de la côte de l'Alabama, les vents dominants du nord ont forcé l'eau à sortir de la baie de Mobile, provoquant une marée de 61 cm en dessous de la normale. Les observateurs ont noté que, si les chenaux fluviaux se déversant dans la baie n'avait pas existé, il aurait été possible de la traverser à sec. Un projet de condominiums de quatre étages en construction à Gulf Shores s'est effondré en raison de vents violents. Finalement, trois tornades se sont produites en Alabama, détruisant une marina juste au sud d'Orange Beach et endommageant plusieurs bateaux,. 

### Floride au Massachusetts
En Floride, très peu de dégâts ont résulté de la tempête dans le nord-ouest de l'État sauf quelques dommages aux cultures de coton dans le comté d'Escambia. La région de Panama City a aussi connu quelques inondations mineures et une course de la série NASCAR All Pro au Five Flags Speedway à Pensacola du 19 juillet a été reportée au 13 septembre 1997, en raison du mauvais temps.
Au moment où Danny a atteint la Géorgie et les Carolines, son impact potentiel s'était affaibli, bien qu'il ait laissé de 200 à 300 mm de pluie en dérivant à travers les parties occidentales de ces États. À Augusta, en Géorgie, quatorze gardes nationaux de Caroline du Sud ont été frappés par la foudre, dont l'un a dû être hospitalisé en soins intensifs et six autres ont reçu des soins à l'hôpital avant d'être libérés.

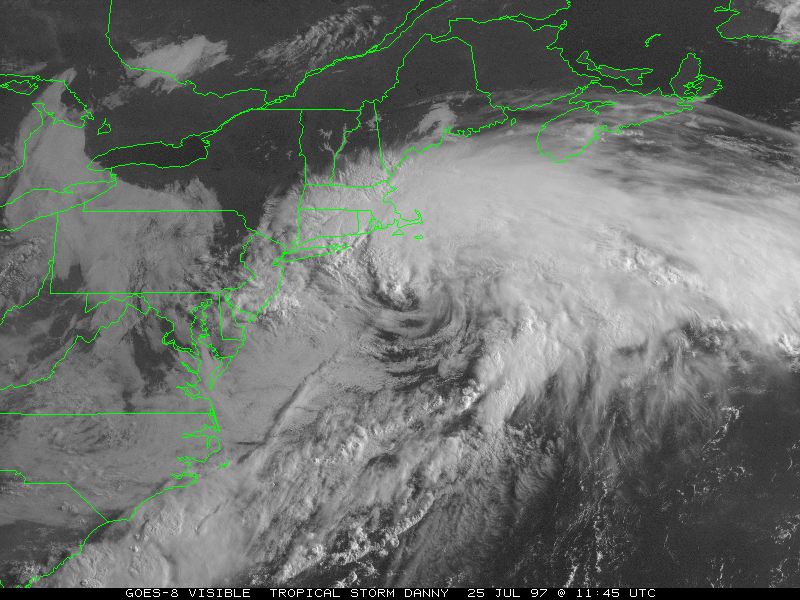
Danny devenant post-tropical au sud du Massachusetts.

Sept tornades et une trombe marine ont touché la Caroline du Sud en raison du renforcement de Danny sur les Appalaches. Une cellule orageuse violente en Caroline du Sud a produit à elle seule cinq tornades qui ont touché terre dans le comté de Lexington faisant un mort. De plus, une tornade F2 d'une largeur de 200 m et parcourant 6 km, était au sol sur 5 km au nord-est de Gaston, causant pour 942 000 $ de dégâts, tuant une personne, en blessant six et détruisant 13 résidences, avec des dommages à de nombreuses autres.
Plusieurs tornades et trombes marines ont été générées au-dessus de la Virginie ; la plupart d'entre elles se sont produites à Norfolk, Portsmouth et Hampton. Une tornade F1 d'une largeur de 50 m et d'une longueur de 1,6 km a touché terre à 1,6 km à Portsmouth, causant pour 400 000 $ de dégâts, détruisant un lave-auto, endommageant sept autres structures, dont toutes sauf une étaient des commerces, et renversant un semi-remorque. Les précipitations à Fayetteville (Virginie-Occidentale) ont atteint 72 mm, tandis que le reste des États du mid-Atlantique a reçu environ 76 mm de pluie.
Les fortes pluies ont causé la noyade de 3 personnes à Charlotte (Caroline du Nord) : une fillette s'est noyée après avoir été emportée dans un ruisseau, et 2 femme se sont noyées alors qu'elles étaient dans une voiture. Également en Caroline du Nord, les pluies tropicales liées à Danny ont fait dérailler un train du CSX d'un pont à tréteaux dans Little Sugar Creek, déversant environ 9 500 lites) de diesel et forçant ainsi un lotissement public voisin à être évacué.
Après que Danny a émergé au-dessus de l'océan Atlantique à la frontière entre la Caroline du Nord et la Virginie et se soit renforcé en tempête tropicale le 25 juillet, le vent et la pluie ont commencé à atteindre le nord de l'État de New York et de la Nouvelle-Angleterre. Des vents soutenus de force tempête tropicale ont affecté Martha's Vineyard, l'île de Nantucket et certaines parties du Cap Cod, en plus des eaux côtières de l'entrée de la baie de Buzzards au sud jusqu'à l'est de Cap Cod. Seuls des dégâts mineurs ont été observés, malgré ces vents violents, qui ont touché principalement le sud-est du Massachusetts,. Les dégâts mineurs comprenaient des inondations localisées, des pannes de courant, des branches d'arbres abattues et des bateaux perdus. Une suspension du service de traversier vers l'île de Nantucket a eu lieu pendant la majeure partie de la journée du 25 juillet, avec une suspension plus courte sur le service vers Martha's Vineyard. Aucune inondation côtière significative n'a touché la région, bien qu'un abri anti-tempête ait été ouvert sur l'île de Nantucket pour accueillir un groupe de scouts qui y campait. Danny était le cinquième cyclone tropical à toucher le sud de la Nouvelle-Angleterre au cours du XXe siècle au mois de juillet.

## Secours et effets à moyen terme

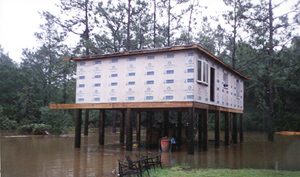
Une maison dans le comté de Baldwin, en Alabama, en cours de reconstruction sur pilotis après les inondations causées par Danny.

Dès tard le 19 juillet, la Croix-Rouge américaine fournissait un abri à plus de 2 000 personnes en Alabama , au Mississippi et en Floride. Le 25 juillet, le président Bill Clinton a déclaré l'état de catastrophe majeure en Alabama suite au passage de l'ouragan Danny. Il a ordonné qu'une aide fédérale soit fournie pour soutenir les efforts des États et des collectivités locales dans les zones de l'Alabama touchées par les vents et les inondations.
Des débris sont restés dans les eaux intérieures de l'Alabama au moins jusqu'au 12 août 1997. Des tortues marines menacées ou en voie de disparition vivaient dans ces eaux et étaient menacées par ces débris. Des dispositifs d'exclusion des tortues, appelés TED, ou filets spéciaux permettant aux tortues de s'échapper, étaient exigés avant Danny pour les chalutiers crevettiers. Le directeur de la division des ressources marines du département de la Conservation et des Ressources naturelles de l'Alabama a déclaré que « la quantité excessive de débris entrave considérablement le fonctionnement des TED dans ces zones ». Par conséquent, l'Agence de protection de l'environnement des États-Unis ( EPA ) a autorisé une alternative aux TED, avec des temps de remorquage plus courts, avec des restrictions saisonnières de 55 minutes maximum du 1er avril au 31 octobre et de 75 minutes maximum du 1er novembre au 31 mars. En imposant ces temps de remorquage plus courts, l'EPA souhaitait minimiser les pertes de tortues marines résultant de l'autorisation donnée aux chalutiers de retirer les TED.
L'un des trois loups échappés d'un zoo de Gulf Shores, en Alabama, lors de l'ouragan Danny a été retrouvé en novembre de la même année, après que les conditions saisonnières eurent entraîné une baisse du nombre de touristes et donc de la nourriture dans le parc d'État du Golfe où il résidait. L'un des deux autres loups avait déjà été recapturé, tandis que l'autre avait été abattu.
Certaines cultures de coton du sud-est des États-Unis ont reçu les précipitations nécessaires grâce à Danny, tandis que d'autres ont été endommagées, car 100 000 acres de champs de coton en Alabama ont été trop gravement endommagés pour que leurs récoltes puissent être sauvées. Les effets de Danny ont provoqué une baisse de la production d'essence des raffineries de pétrole de la côte du Golfe du Mexique et ont ainsi contribué à une augmentation des prix de l'essence dans les mois qui ont suivi son passage dans l'ensemble des États-Unis.
Une grave sécheresse avait sévi dans la région du centre de l'Atlantique au cours du mois de juillet. La quantité importante de précipitations causée par Danny a contribué à atténuer les conditions de sécheresse dans certaines parties du centre de l'Atlantique, mais pas suffisamment pour empêcher la sécheresse de se développer davantage dans la plupart des régions du nord de la Virginie au sud de la Nouvelle-Angleterre.

## Études
La distance extrêmement courte entre le mur de l'œil de l'ouragan Danny et une station radar NEXRAD de Mobile, en Alabama, et son déplacement lent au cours de la journée ont conduit à des études plus approfondies de la part des météorologues. La proximité de la terre a permis des mesures à une altitude plus proche de la surface que celle atteinte par les avions de reconnaissance des ouragans et une observation sur une durée plus étendue. L'une des conclusions de l'étude, publiée en 2000, incluait la nécessité d'échantillonner davantage les limites du mur de l'œil afin de mieux estimer les vents de surface et l'intensité globale d'un tele cyclone tropical. Une autre conclusion était que, bien que le lent déplacement de Danny le positionne au-dessus d'un estuaire bordant le golfe du Mexique, le maintien ou l'augmentation de son intensité était possible puisque la convection du mur de l'œil persistait au-dessus des eaux à température de surface élevée et que les autres conditions environnementales restaient favorables.
Les auteurs d'une étude publiée dans « Social Behavior and Personality » en 1998 ont interrogé des répondants de l'université de Floride occidentale et des entreprises de Pensacola sur les sources d'information auxquelles ils avaient eu recours pendant l'ouragan Danny. Globalement, la fréquence d'utilisation, par ordre décroissant, parmi les répondants était les chaînes de télévision locales, la chaîne câblée The Weather Channel, les stations de radio FM locales, les chaînes d'information câblées et d'autres sources.